# Final de la Copa de Oro de la Concacaf 2002

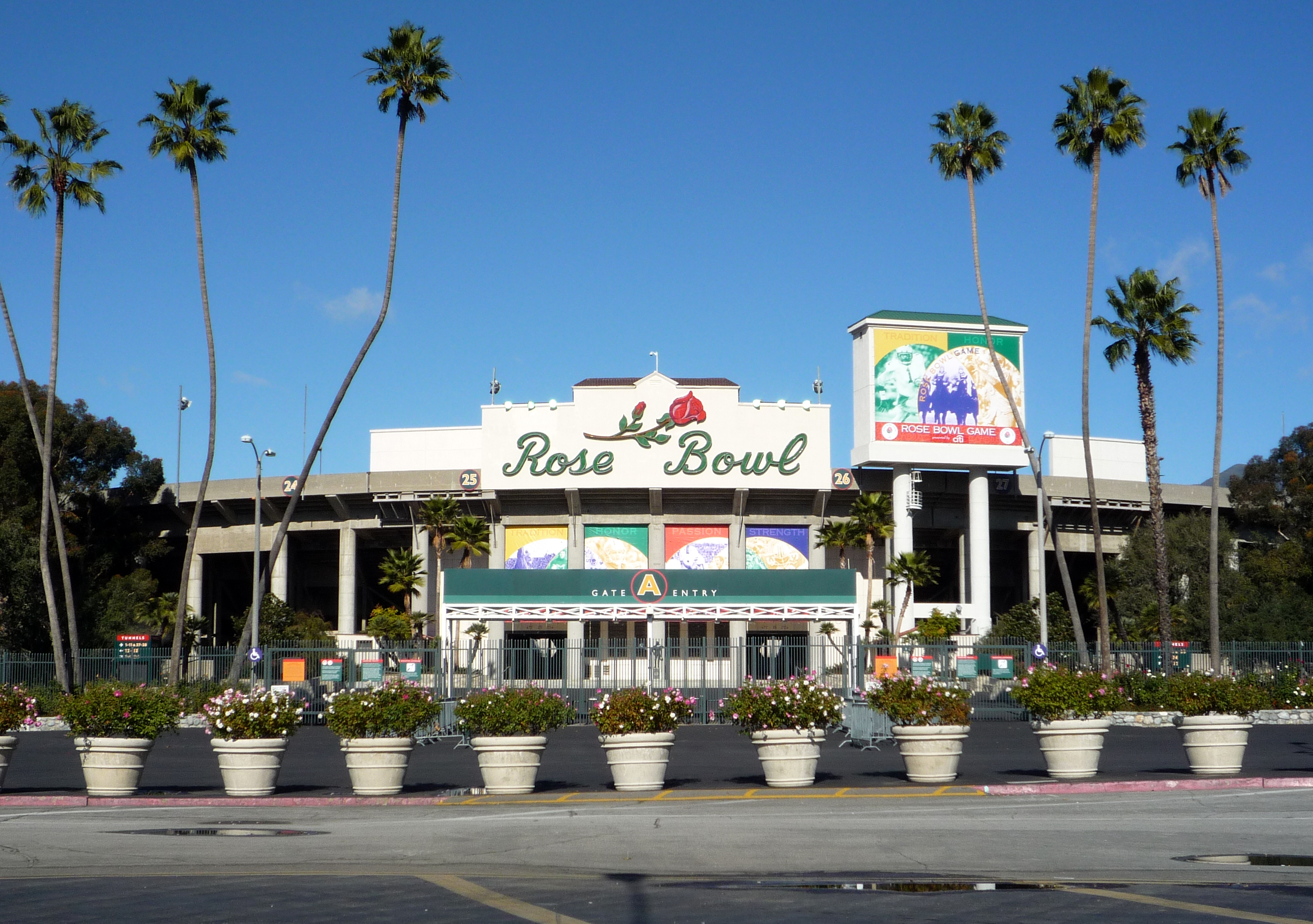
El Estadio Rose Bowl fue la sede de la final del torneo.

La final de la Copa de Oro de la Concacaf de 2002 se disputó en el Estadio Rose Bowl el 2 de febrero de 2002. Los equipos que llegaron al encuentro decisivo fueron la selección anfitriona de Estados Unidos y la selección de Costa Rica que disputaba su primera final de la competición. Estados Unidos volvió a coronarse campeón del torneo luego de 11 años después del triunfo ante Honduras en 1991.

## Enfrentamiento
| Bandera de Estados Unidos | vs. | Bandera de Costa Rica |
| Estados Unidos 2          | vs. | Costa Rica 0          |
| ------------------------- | --- | --------------------- |

## Camino a la final
| Equipo         | Pts. | PJ | PG | PE | PP | GF | GC | Dif |
| -------------- | ---- | -- | -- | -- | -- | -- | -- | --- |
| Estados Unidos | 6    | 2  | 2  | 0  | 0  | 3  | 1  | 2   |
| Corea del Sur  | 1    | 2  | 0  | 1  | 1  | 1  | 2  | -1  |
| Cuba           | 1    | 2  | 0  | 1  | 1  | 0  | 1  | -1  |

| Equipo            | Pts. | PJ | PG | PE | PP | GF | GC | Dif |
| ----------------- | ---- | -- | -- | -- | -- | -- | -- | --- |
| Costa Rica        | 4    | 2  | 1  | 1  | 0  | 3  | 1  | 2   |
| Martinica         | 3    | 2  | 1  | 0  | 1  | 1  | 2  | -1  |
| Trinidad y Tobago | 1    | 2  | 0  | 1  | 1  | 1  | 2  | -1  |

## Partido
| 18         | Guardameta     | Kasey Keller     |     |
| 2          | Defensa        | Frankie Hejduk   |     |
| 12         | Defensa        | Jeff Agoos       |     |
| 17         | Defensa        | Carlos Bocanegra |     |
| 7          | Centrocampista | Eddie Lewis      |     |
| 13         | Centrocampista | Cobi Jones       | 84' |
| 14         | Centrocampista | Chris Armas      |     |
| 25         | Centrocampista | Pablo Mastroeni  |     |
| 15         | Delantero      | Josh Wolff       | 78' |
| 20         | Delantero      | Brian McBride    | 89' |
| 21         | Delantero      | Landon Donovan   |     |
| Entrenador | Entrenador     | Bruce Arena      |     |

| 1          | Guardameta     | Erick Lonnis        |     |
| 3          | Defensa        | Luis Marín Murillo  | 46' |
| 5          | Defensa        | Gilberto Martínez   |     |
| 21         | Defensa        | Reynaldo Parks      |     |
| 22         | Defensa        | Carlos Castro       | 71' |
| 6          | Centrocampista | Wilmer López        |     |
| 8          | Centrocampista | Mauricio Solís      |     |
| 15         | Centrocampista | Harold Wallace      | 59' |
| 16         | Centrocampista | Steven Bryce        |     |
| 9          | Delantero      | Paulo Wanchope      |     |
| 11         | Delantero      | Rónald Gómez        |     |
| Entrenador | Entrenador     | Alexandre Guimarães |     |

| 8 | Centrocampista | Richie Williams | 78' |
| 9 | Delantero      | Brian West      | 84' |
| 5 | Delantero      | Clint Mathis    | 89' |

| 10 | Centrocampista | Walter Centeno  | 46' |
| 17 | Delantero      | Hernán Medford  | 59' |
| 20 | Delantero      | William Sunsing | 71' |

| Amonestado | 17' | Chris Armas  |
| Amonestado | 90' | Clint Mathis |

| Amonestado | 74' | Steven Bryce |

| Anotado | 37' | Josh Wolff | 1-0 |
| Anotado | 63' | Jeff Agoos | 2-0 |

| Árbitro             | Carlos Batres     |
| Árbitros asistentes | Michael Ragoonath |
| Árbitros asistentes | Curtis Charles    |

| 18         | Guardameta     | Kasey Keller     |     |
| 2          | Defensa        | Frankie Hejduk   |     |
| 12         | Defensa        | Jeff Agoos       |     |
| 17         | Defensa        | Carlos Bocanegra |     |
| 7          | Centrocampista | Eddie Lewis      |     |
| 13         | Centrocampista | Cobi Jones       | 84' |
| 14         | Centrocampista | Chris Armas      |     |
| 25         | Centrocampista | Pablo Mastroeni  |     |
| 15         | Delantero      | Josh Wolff       | 78' |
| 20         | Delantero      | Brian McBride    | 89' |
| 21         | Delantero      | Landon Donovan   |     |
| Entrenador | Entrenador     | Bruce Arena      |     |

| 1          | Guardameta     | Erick Lonnis        |     |
| 3          | Defensa        | Luis Marín Murillo  | 46' |
| 5          | Defensa        | Gilberto Martínez   |     |
| 21         | Defensa        | Reynaldo Parks      |     |
| 22         | Defensa        | Carlos Castro       | 71' |
| 6          | Centrocampista | Wilmer López        |     |
| 8          | Centrocampista | Mauricio Solís      |     |
| 15         | Centrocampista | Harold Wallace      | 59' |
| 16         | Centrocampista | Steven Bryce        |     |
| 9          | Delantero      | Paulo Wanchope      |     |
| 11         | Delantero      | Rónald Gómez        |     |
| Entrenador | Entrenador     | Alexandre Guimarães |     |

| 8 | Centrocampista | Richie Williams | 78' |
| 9 | Delantero      | Brian West      | 84' |
| 5 | Delantero      | Clint Mathis    | 89' |

| 10 | Centrocampista | Walter Centeno  | 46' |
| 17 | Delantero      | Hernán Medford  | 59' |
| 20 | Delantero      | William Sunsing | 71' |

| Amonestado | 17' | Chris Armas  |
| Amonestado | 90' | Clint Mathis |

| Amonestado | 74' | Steven Bryce |

| Anotado | 37' | Josh Wolff | 1-0 |
| Anotado | 63' | Jeff Agoos | 2-0 |

| Árbitro             | Carlos Batres     |
| Árbitros asistentes | Michael Ragoonath |
| Árbitros asistentes | Curtis Charles    |

|                           |
| Bandera de Estados Unidos |
| Campeón Estados Unidos    |
| 2.do título               |